# 拉塞尼亚
拉塞尼亚，是西班牙加泰罗尼亚塔拉戈纳省的一个市镇。总面积109平方公里，总人口5365人（2001年），人口密度49人/平方公里。